# 花は咲いて ただ揺れて
『花は咲いて ただ揺れて』（はなはさいて ただゆれて）は、GARNET CROWの30作目のシングル。2009年8月19日に発売された。

## 解説
前作「Doing all right」から3ヶ月でのリリースとなる作品で、同年9月30日にリリースの7thアルバム『STAY 〜夜明けのSoul〜』からの先行シングル。前作に続き2形態での発売で、「初回限定盤（CD＋DVD）」と「通常盤（CDのみ）」があり、ジャケットも異なる（CD収録曲は共通）。
初回限定盤のDVDには、「花は咲いて ただ揺れて」のミュージッククリップの他、アルバム『STAY 〜夜明けのSoul〜』から「Elysium」「恋のあいまに」の映像（ただし、2曲ともショートバージョン）も先行収録されている。なお、これら3曲の映像は、『STAY 〜夜明けのSoul〜』の初回限定盤DVDには収録されない。
オリコン週間チャートでは、4作振りにトップ10入りを逃した。また初動売上は、2000年の「千以上の言葉を並べても...」以来約9年振りに1万枚に満たなかった。

## 収録曲
1. 花は咲いて ただ揺れて
  - 作詞：AZUKI七 / 作曲：中村由利 / 編曲：古井弘人

TBS系全国ネット『噂の!東京マガジン』7月〜9月エンディングテーマ[1]
2007年の「風とRAINBOW／この手を伸ばせば」以降、シングルタイトル曲には、アニメのタイアップが続いてきたが、アニメ以外のタイアップは2006年の「まぼろし」以来、情報番組のタイアップの場合は2002年の「クリスタル・ゲージ」以来となった。
2. 愛に似てる
  - 作詞：AZUKI七 / 作曲：中村由利 / 編曲：古井弘人
3. 花は咲いて ただ揺れて (Instrumental)

### DVD
1. 花は咲いて ただ揺れて (music clip)
2. 恋のあいまに/Elysium (short music clip from 7th album『STAY 〜夜明けのSoul〜』)

## 収録アルバム
花は咲いて ただ揺れて
- STAY 〜夜明けのSoul〜（album ver.）
- THE BEST History of GARNET CROW at the crest...
- THE ONE 〜ALL SINGLES BEST〜

愛に似てる
- GOODBYE LONELY 〜Bside collection〜